# 義湘
義湘(韓語：의상，625年—702年），新羅僧人及朝鮮華嚴宗之祖。

## 生涯
義湘俗姓金氏 ，於真平王四十七年，生於新羅國的王族家庭，出身貴族，644年（善徳女王13年)19歲時於慶州皇福寺出家。650年（真徳女王4年）26歲時與同學元曉到唐留學，但到邊境時為高句麗所阻。661年37歲時再次前往唐留學，翌662年年隨唐華嚴宗第二祖智儼學習，671年（文武王16年）47歲時回國，676年（文武王16年）、文武王勅命建立浮石寺作為新羅華嚴宗根本道場。後前往海印寺・玉泉寺・梵魚寺・華嚴寺等草嚴十剎教學，悟真・智通・表訓・真定・真蔵・道融・良圓・相源・能仁・義寂等門弟輩出，號稱義湘十哲。
702年（聖德王元年），78歲圓寂。

## 弘法
海東新羅國的義湘大師是最早赴唐求法者，與華嚴三祖法藏賢首同窗。義湘後追隨於華嚴二祖智儼門下，智儼法師賞識義湘精於義持求道，封受義湘「義持」之號。
文武王十一年(西元六七一)，義湘在全國各地弘法。五年後，在國王的支持下，於太伯山創建浮石寺，作為講學教授的根本道場。義湘法師講學影響新羅佛教深遠，受到國王之欽重，敕為國師，尊為「海東華嚴初祖」。
孝昭王元年(西元七○二)，義湘示寂，法師以廣開華嚴為宗，培育後學僧團等功蹟大業，作為韓國佛教之一代宗師。

### 華嚴一乘法界圖（页面存档备份，存于）
法性圓融無二相 
諸法不動本來寂
無名無相絶一切 
證知所知非餘境
眞性甚深極微妙 
不守自性隨緣成
一中一切多中一 
一卽一切多卽一
一微塵中含十方    
一切塵中亦如是
無量遠劫卽一念   
一念卽是無量劫
九世十世互相卽   
仍不雜亂隔別成
初發心時便正覺    
生死涅槃相共和
理事冥然無分別    
十佛普賢大人境
能仁海印三昧中    
繁出如意不思議
雨寶益生滿虛空    
衆生隨器得利益
是故行者還本際    
叵息妄想必不得
無緣善巧捉如意    
歸家隨分得資糧
以陀羅尼無盡寶    
莊嚴法界實寶殿
窮坐實際中道床    
舊來不動名爲佛

### 法嗣
他門下有義寂,表訓,智通 等和尚。

## 師承
- 智儼

## 著作
- 『華嚴一乗法界圖』1巻
- 『入法界品抄記』1巻(已失)
- 『華嚴十門看法觀』1巻(已失)
- 『阿彌陀經義記』1巻(已失)
- 『諸般請文』(已失)
- 『白華道場發願文』（一部現存）
- 華嚴一乘發願文
- 投師禮